# Подъячево (Московская область)
Подъя́чево — село в Дмитровском районе Московской области России. Население — 856 чел. (2010). Первоначальное название — деревня Нагорная (село Горки). В селе действует школа.

## География
Село располагается вблизи Рогачёвского шоссе (региональной автодороги Р113). Через село проходит автодорога, соединяющая Рогачёвское шоссе с Яхромой. С районным центром Дмитровом Подъячево соединяют автобусные маршруты 31 и 50 (последний — только часть рейсов).

## История
В 15 веке Деревня Нагорная вместе с другими деревнями села Мануйлова Каменского стана Дмитровского уезда в качестве приданного переходит Дмитрию Бобру. Дмитрий завозит на территорию и распространяет тувинского бобра. Мех идёт на одежду и женские шляпки. Данный промысел и бобровые ручьи принадлежали до 1627 года семейству Бобровых. После пустошь Нагорная. Между 1664 и 1711 годом пустошь обживается, расстраивается в село Горки. В 1711 году владелец села капитан А. В. Лодыгин строит церковь Николая Чудотворца, по которому поселение получает второе название. 31 мая 1733 года Лодыгин продал село Никольское (Горы) с пустошами жене асессора П. В. Ермолова.
Село принадлежало в последней четверти XVIII века П. М. Власову.
С 1802 по 1840 год (с небольшим перерывом) село принадлежит генералу от инфантерии, начальнику тайной полиции (при Павле I), генерал-прокурору Петру Хрисанфовичу Обольянинову, который обустраивает здесь усадьбу Никольское-Обольяново (Горки). Детей у него не было, поэтому он завещает усадьбу племяннику Михаилу Михайловичу, которому переходит имение после смерти родственника. Который выдаёт свою дочь Анну замуж за генерал-майора свиты Его императорского Величества графа Адама Васильевича Олсуфьева. Усадьба уходит как приданое.
При Олсуфьевых вводятся новые постройки: строится школа, больница, хозяйственные постройки. В холодной церкви установили воздушное отопление, пол устелен металлической плиткой. В усадьбе проводятся представления на 500—600 человек. Олсуфьевы отдали безвозмездно крестьянам почти 1000 га леса.
Самая старая из построек усадьбы — Никольская церковь (1794). Другие строения усадьбы возведены в начале XIX века.
В Николо-Горушках (Обольяново) с 1884 по 1901 год работала метеорологическая станция (Николо-Горушкинская станция). По результатам работы этой станции приводятся данные по климату в Дмитровском уезде
Постановлением ВЦИК от 10 мая 1935 г. селение Обольяново Дмитровского района Московской области было переименовано в Подъячево в честь уроженца села — писателя Семёна Подъячева.
В 1994—2006 годах — центр Подъячевского сельского округа.

## Население
| 1859 | 1886 | 1890 | 1899 | 1926 | 2002 | 2006 |
| ---- | ---- | ---- | ---- | ---- | ---- | ---- |
| 63   | ↗149 | ↗191 | ↘170 | ↘161 | ↗949 | ↘943 |
| 2010 |      |      |      |      |      |      |
| ↘856 |      |      |      |      |      |      |